# 哈尼亞 (沃魯縣)

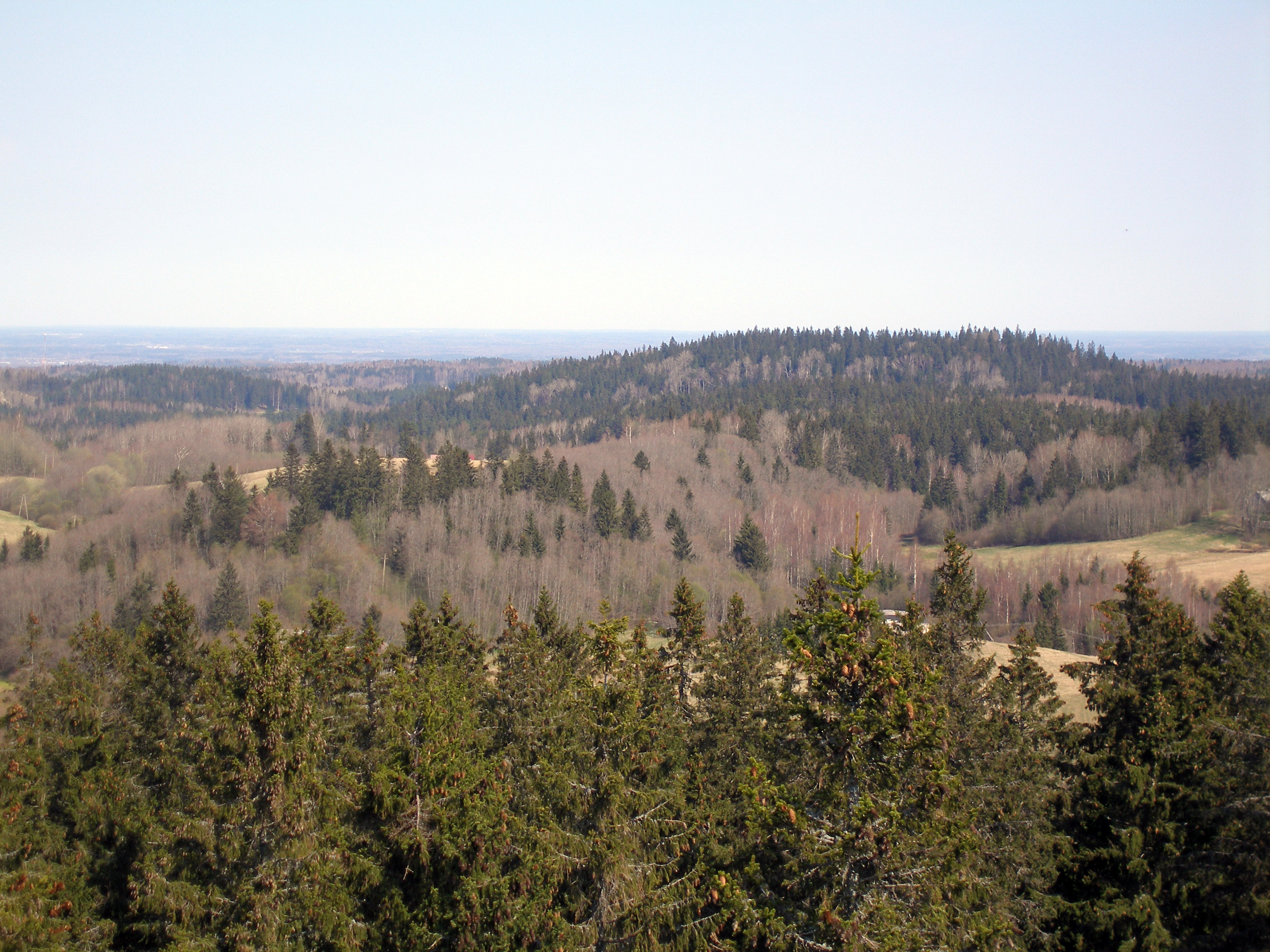
苏尔穆纳山附近的风景

哈尼亞，是愛沙尼亞沃魯縣勒乌格市镇内的村庄，位於該國東南部，曾是原哈尼亞市镇的行政中心，處於沃魯以南16公里，海拔高度251米，2012年該村庄人口178。
爱沙尼亚及波罗的海国家最高点苏尔穆纳山就座落在哈尼亚村内，海拔为318米。
57°43′08″N 27°03′08″E / 57.71889°N 27.05222°E